# Церковный, Сергей Владимирович
Сергей Владимирович Церковный (укр. Сергій Володимирович Церковний, родился 24 мая 1981 года в Богодухове) — украинский регбист, тренер. Один из лучших регбистов Украины.

## Биография

### Ранние годы
В регби пришёл довольно поздно (в 19 лет). В регби привел старший брат - Руслан, но первоначально игра Сергею не понравилась, как он сам говорит, возможно из-за того, что пришёл зимой и сразу попал на предсезонную физ подготовку, где с непривычки было тяжело, однако со временем полюбил регби и остался в нём надолго. Пройдя трехмесячную подготовку дебютировал в команде «ХТЗ». Его первый выход на поле состоялся в Одессе. Причём тренерский штаб сразу же поставил Сергея в стартовый состав на позицию крайнего четвертного, хотя в команде было достаточное количество опытных ребят.

### Клубная карьера
После пары сезонов в «ХТЗ», переходит в российскую команду «Пенза». Проводит в ней 3 сезона за время которых становится  чемпионом России по регби-7. Но самая большая и памятная победа – выигрыш молодёжного чемпионата. В финале в Липецке пензенцам удалось обыграть команду из Красноярска, а Церковный занёс попытку. Там же в Пензе игрока переводят на позицию десятого номера (флай-хава), на которой он станет одним из лучших украинских регбистов. В Пензе Церковный стабильный игрок основного состава. В 2006 году возвращается на Родину, в клуб «Олимп», который в дальнейшем станет гегемоном украинского регби. В его составе игрок завоёвывает 14 чемпионских титулов по регби-15, десять — по регби-7 (в 2008, 2011, 2012, 2013. 2014, 2015, 2016, 2017, 2018 и 2019-м), обладатель Кубка Украины по регби-15 в 2005, 2006, 2007, 2009, 2010, 2011, 2015, 2016, 2017 гг. и по регби-7 в 2012, 2014, 2015, 2016, 2017, 2018 гг.  Является капитаном клуба с момента прихода в 2006 году.

### Карьера в сборной
В начале 2000-х начинает призываться в главную сборную Украины по регби-15, также выступает и за сборную по регби-7. В обеих сборных является капитаном. 